# Guerra Anglo-Americana de 1812
A Guerra de 1812, ou a Guerra Anglo-Americana (em inglês: War of 1812), foi a guerra entre os Estados Unidos e o Reino Unido e suas colônias, incluindo o Canadá Superior (Ontário), o Canadá Inferior (Quebec), Nova Escócia, Bermuda e a ilha da Terra Nova.
A Guerra decorreu entre 18 de junho de 1812 e 17 de fevereiro de 1815, embora o seu tratado de paz tenha sido assinado em 1814. O Massacre do Fort Dearborn, Indiana, em 15 de agosto de 1812, foi a "gota d'água" que levou os americanos à guerra contra os britânicos ao que é, hoje, reconhecida nos Estados Unidos como War of 1812 ("A Guerra de 1812", em português). A guerra terminou em status quo ante bellum.
A Revolução Francesa trouxe problemas para os Estados Unidos, devido às diferenças entre as facções federalistas (admiradores da Inglaterra) e os republicanos (admiradores da França revolucionária), e a acentuação da rivalidade da França com a Inglaterra, que não tolerava a independência da ex-colônia. Além disso, os britânicos ainda tinham ligações comerciais com os sulistas.
Eles tentaram de todas as maneiras impedir os acordos entre franceses e nortistas, utilizando-se da força: apresamento de navios da ex-colônia, desafiando a soberania nacional e prejudicando as indústrias; recrutamento forçado de norte-americanos por ingleses; problemas com índios no oeste, instigados por britânicos no Canadá; e, para os Estados Unidos, a conquista da mesma, fato esse almejado por eles.
Entre 1812 e 1814 ocorreu o conflito, durante o governo do presidente James Madison. Apesar dos desastres sofridos, o Tratado de Gante, que acabou com a guerra, não promoveu modificações no mapa dos Estados Unidos, embora tenha provocado um aumento do sentimento nacionalista da população e consolidado a União.

## Detalhes
James Madison venceu as eleições presidenciais americanas de 1808, primariamente por causa de suas habilidades em relações internacionais, em uma época onde tanto a França quanto o Reino Unido estavam à beira da declaração de guerra contra os Estados Unidos. Madison, uma vez na presidência do país, rapidamente removeu o Ato do Embargo de 1807. A França logo se propôs a terminar todos seus ataques contra navios mercantes americanos e não interferir com o comércio internacional americano. Porém, o Reino Unido continuou ativamente os ataques contra a frota mercante americana. Além disso, os britânicos passaram a fornecer grandes quantidades de suprimentos militares a nativos indígenas do sul dos Grandes Lagos, e incentivavam estes indígenas a atacarem comunidades americanas e grupos de colonos americanos que viajavam em direção ao oeste.
Em resposta a estes problemas, os Estados Unidos da América declararam guerra contra o Reino Unido em 1812. Os habitantes do sul e do oeste do país eram em sua grande maioria a favor da guerra, uma vez que se preocupavam em defender o direito da expansão americana em direção ao oeste e o direito de ter acesso a mercados internacionais para seus produtos de exportação. Já os federalistas da Nova Inglaterra opuseram-se à guerra, e sua reputação sofreria muito ao final do conflito, causando a desintegração do partido político.
No início da guerra, os Estados Unidos rapidamente invadiram o Canadá, então colônia britânica, e capturaram diversas cidades. Os americanos incentivaram os canadenses a se rebelar contra o Reino Unido e a se juntar aos Estados Unidos. Porém, devido ao pouco apoio da população canadense aos ideais americanos e à mobilização de grandes quantidades de tropas britânicas no Canadá, os americanos foram obrigados a recuar. Os britânicos invadiram então os Estados Unidos, tendo ocupado diversas cidades do nordeste americano, entre elas, Washington, D.C., a capital americana (ver a 'Queima de Washington').
A invasão britânica da capital americana fez com que, subitamente, um grande número de pessoas passassem a se alistar nas forças armadas. A soberania do país estava em risco e a independência deveria ser mantida a todo custo, o governo proclamou. O avanço britânico foi parado em Baltimore, em 1814. As cenas da batalha de defesa da cidade por parte dos americanos fizeram com que Francis Scott Key, que testemunhara a batalha, escrevesse The Star-Spangled Banner, que acabaria por se tornar o hino dos Estados Unidos.
A guerra terminou oficialmente em 8 de janeiro de 1815, sob os termos do Tratado de Gante. A Batalha de New Orleans, porém, ocorreu após a assinatura do tratado. Esta batalha resultou em vitória para os Estados Unidos. Um dos principais comandantes americanos durante a guerra, Andrew Jackson, o General das forças americanas durante a Batalha de New Orleans, tornou-se imensamente popular nos Estados Unidos.
A Guerra de 1812 causou um drástico crescimento do nacionalismo e do orgulho americano. O país então acabara de resistir militarmente contra a segunda maior potência militar do mundo à época (a maior era a França napoleónica). A guerra causou um súbito aumento da moral americana - especialmente na Batalha de New Orleans. Os britânicos, segundo o tratado de paz, se comprometeram a parar com seus ataques contra navios mercantes americanos, e um período de paz, de expansão territorial, de isolacionismo e do fortalecimento da economia do país, seguiu-se. Este período ficaria conhecido como Era do Bem Sentir.